# Роже, Паскаль
Паска́ль Роже́ (фр. Pascal Rogé; р. 6 апреля 1951, Париж) — французский пианист.

## Биография
Победитель Международного конкурса имени Маргерит Лонг и Жака Тибо (1971).
Известен, прежде всего, исполнением французской музыки — получившими ряд международных премий записями всех концертов Камиля Сен-Санса (с дирижёром Шарлем Дютуа), произведений Клода Дебюсси, Эрика Сати, Мориса Равеля, Франсиса Пуленка. По словам российского музыкального критика, исполнение Паскалем Роже музыки Дебюсси «ассоциируется не столько со словом „техника“, сколько с такими категориями, как „впечатление“ и „воображение“».